# Il signor Bruschino
Personnages
- Gaudenzio, tuteur (bouffe)
- Sofia (soprano)
- Bruschino père (bouffe)
- Bruschino fils (ténor)
- Florville, amant de Sofia (ténor)
- Un policier, (ténor)
- Filiberto, (bouffe)
- Marianna, femme de chambre (soprano)
- Serviteurs (muets)

Il Signor Bruschino, ossia il figlio per azzardo est un opéra en un acte de Gioachino Rossini sur un livret de Giuseppe Maria Foppa qui s'inspira de la pièce Le fils par hasard, par ruse et folie d'Alissan de Chazet et E.T.M. Ourry. La première eut lieu le 27 janvier 1813 au Teatro San Moisè à Venise.

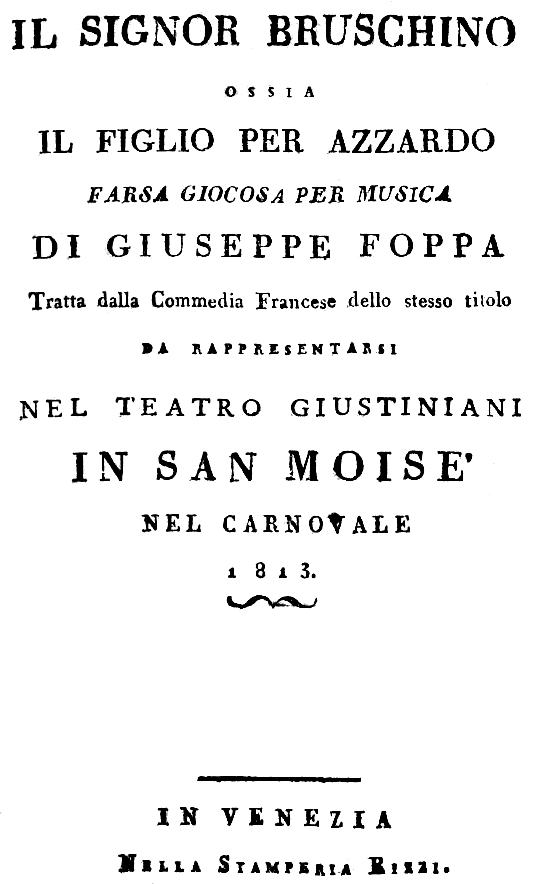
Livret de 1813.

Il Signor Bruschino appartient à une série de cinq opéras comiques en un acte que Rossini écrivit entre 1810 et 1813 pour Venise, série dans laquelle on retrouve les opéras La cambiale di matrimonio et La scala di seta. Ce style d'opéra était très populaire à Venise à la fin du dix-neuvième et au début du vingtième siècle (1813 : fin 19e, début 20e ?). Ces opéras étaient généralement montés par seulement cinq à huit chanteurs, parmi lesquels toujours un couple d'amoureux, dans le cas présent Sofia et Florville, au moins deux personnages comiques, ici Bruschino senior, Gaudenzio et Filiberto, et des rôles secondaires comme ici Marianna, Bruschino junior et le policier.

## Intrigue
Gaudenzio a fiancé sa protégée Sofia au fils de Bruschino, qu'elle n'a jamais vu, alors qu'elle est amoureuse de Florville, dont le père et celui de Gaudenzio sont liés par une ancienne inimitié. Bruschino doit être présenté à sa future, mais est en chemin retenu à une auberge jusqu'à ce qu'il paie les dettes qu'il y a. Cela donne à Florville l'occasion de se faire passer pour Bruschino fils et de se présenter au château de Gaudenzio. Cependant, Bruschino père se rend également au château, où il se retrouve en présence de Florville. Ce dernier réussit cependant à faire croire qu'il est son fils méconnu et depuis longtemps disparu. Dans un trio qui marque le point culminant de l'opéra, il supplie Bruschino de lui pardonner, tandis que celui-ci est critiqué pour manquement à son devoir de père.

## Personnages
- Gaudenzio, tuteur (bouffe)
- Sofia (soprano)
- Bruschino père (bouffe)
- Bruschino fils (ténor)
- Florville, amant de Sofia (ténor)
- Un policier, (ténor)
- Filiberto, (bouffe)
- Marianna, femme de chambre (soprano)
- Serviteurs (muets)

## Musique
L'opéra est écrit pour un orchestre restreint : flûte, deux hautbois, cor anglais, deux clarinettes, basson, deux cors, cordes et basse continue pour les récitatifs.
Le passage le plus connu de l'opéra est l'ouverture, qui fit scandale lors de la création, car les deux parties de violon devaient frapper les cordes avec leur archet. Cet effet de percussion qui se retrouve dans toute l'ouverture, fut incomprise de son temps et considérée comme superficiel.
Il signor Bruschino comprend un découpage typique, avec alternance d'airs et de récitatifs, mais on y retrouve déjà la sensibilité romantique d'un Bellini ou d'un Donizetti avec des passages comme la cavatine de Florville ou son duo avec sa bien-aimée.

## Structure de la pièce
- Ouverture
- 1 Introduction Deh, tu m'assisti, amore (Florville, Marianna, Sofia)
- 2 Duetto Io danari vi darò! (Florville, Filiberto)
- 3 Cavatine Nel teatro del gran mondo (Gaudenzio)
- 4 Terzetto Per un figlio già pentito (Gaudenzio, Bruschino, Florville)
- 5 Récitatif et Aria Ah, donate il caro sposo (Sofia)
- 6 Aria Ho la testa o è andata via? (Bruschino)
- 7 Duetto È un bel nodo (Gaudenzio, Sofia)
- 8 Finale Ebben, ragion, dovere (Gaudenzio, Bruschino, Florville, Sofia, Marianna, Filiberto, Bruschino fils)